# Баркан, Иехуда
Иехуда Баркан (ивр. יהודה בארקן‎, до 2011 года ברקן‎, имя при рождении Иехуда Иехезкель Беркович, יהודה יחזקאל ברקוביץ‎; 29 марта 1945, Нетания — 23 октября 2020, Иерусалим) — израильский эстрадный комик
, киноактёр, режиссёр и сценарист. Известен ролями в популярных комедиях 1970-х годов и собственными постановками фильмов-розыгрышей в 1980-е годы, в конце исполнительской карьеры снимался в серьёзных драматических фильмах и сериалах. Лауреат премии «Офир» за карьерные достижения (2014).

## Личная жизнь
Иехуда Иехезлель Беркович родился в 1945 году в Нетании в семье румынских евреев. Учился в школе «Бялик», затем в средней школе ОРТ, где был ударником в школьном ансамбле. Поступил в школу сценического искусства «Бейт-Цви», но уже через три месяца был отчислен.
В 1963 году был призван на службу в Армию обороны Израиля. Начинал службу в инженерных войсках, но позже прошёл отбор в создававшийся в это время ансамбль командования Северного округа и остаток службы провёл в его составе, по окончании службы продолжив сценическую карьеру.
Иехуда Баркан был женат несколько раз. От первого брака с уроженкой Бразилии у него был сын, для которого Баркан так и остался чужим человеком. В 1970-е годы он был женат на Нили Барка-Голан, родившей ему двух сыновей и дочь. С последней женой, Иланой, актёр проживал в мошаве Бейт-Гамлиэль. Помимо официальных браков, известность получил долгий роман Баркана с певицей Эдной Лев, по окончании которого между ними сохранились тесные дружеские отношения.
Во время войны в Персидском заливе у Баркана впервые зародился интерес к иудаизму. Процесс возвращения к религии был постепенным, и ключевой толчок к его завершению дало уголовное дело против актёра, обвинявшегося в уклонении от уплаты налогов. В 2011 году он был приговорён к шести месяцам общественных работ. Кризис, вызванный этими событиями, заставил Баркана внести изменения в фамилию, добавив в неё букву «алеф». Один из сыновей Баркана, Рои, в 2009 году был арестован и приговорён к тюремному заключению за хранение наркотиков.
В конце сентября 2020 года Баркан заразился коронавирусом COVID-19. Он был помещён в изоляцию в гостинице в Иерусалиме, а когда его состояние ухудшилось — направлен в больницу «Хадасса», где скончался 23 октября. Похоронен в Реховоте.

## Карьера на эстраде и в кино
В годы службы в ансамбле командования Северного округа участвовал в двух основных шоу, поставленных в 1964 и 1967 годах. По словам другого участника ансамбля, Моци Авива, Иехуда был в нём «настоящей звездой». По окончании военной службы, решив продолжить сценическую карьеру, Иехуда Беркович сменил фамилию на более запоминающуюся, став Иехудой Барканом. Сформировал вместе с Пниной Бергер комический дуэт «Цемед ха-Шовавим» (с ивр. — «Парочка проказников»).
В 1967 году сыграл свою первую роль в кино, ненадолго появившись на экране в фильме «Он шёл по полям». В 1969 году присоединился к эстрадному ансамблю «Пикуд Дизенгоф» (с ивр. — «Командование Дизенгофа», по аналогии с ансамблями командования военных округов Израиля). После того, как Баркан сыграл заглавную роль — мелкого тель-авивского лавочника — в музыкальной постановке этого ансамбля «Лупо», в 1970 году он был приглашён режиссёром Менахемом Голаном на эту же роль в кинематографической интерпретации мюзикла, носившей то же название. Фильм оказался успешным (на сеансы в Израиле было продано 800 тысяч билетов), и Голан задействовал Баркана в следующей своей картине — «Кац и Карассо» (1971). В первой половине 1970-х годов Баркан также сыграл в ряде комедий режиссёра Боаза Давидзона — «Королева шоссе» (1971), «Чарли с половиной» (1974), «Весёлый снукер» (1975). Его партнёром в кадре в этих лентах был Зеэв Ревах, и Баркан позже вспоминал, что они в значительной степени были плодом импровизации этого актёра, наложенной на сценарную основу; сам он, по собственным словам, также импровизировал в кадре, но намного меньше.
Во второй половине 1970-х годов популярными в Израиле были такие комедии с участием Баркана как «Лупо в Нью-Йорке», «Как сделать миллион» и «Проблемы миллионера». В это же время он сотрудничал с радиостанцией «Галей ЦАХАЛ», где вместе с Гади Ливне вёл программу розыгрышей. Это навело его на идею создания целого кинофильма-розыгрыша. В 1980 году, выступая не только как актер, но и как сценарист и режиссёр, Баркан выпустил фильм «Улыбнитесь, вас разыграли», за которым последовала ещё серия комедий в том же жанре. В начале 1990-х годов он также был ведущим телевизионной программы розыгрышей «Ло дофким хешбон» (с ивр. — «Ни с кем не считаемся»).
Одновременно с работой над фильмами-розыгрышами, Баркан продолжал сниматься в более серьёзных лентах. Среди них была вышедшая в 1980-е годы трилогия «Аба ганув» (с ивр. — «Чумовой папа», в прокате известны как «Шкипер Чико»). В этих фильмах Баркан играл разведённого моряка — капитана туристического катера, который борется с богатой бывшей женой за право опеки над сыном. По собственным словам актёра, проникнуться ролью ему помогал опыт собственного первого брака (со своим сыном от первой жены, уроженки Бразилии, Баркан так и не сошёлся близко).
После начала 1990-х годов кинокарьера Баркана пошла на спад, хотя он продолжал сниматься в кино и снимать собственные фильмы. Его последней значительной работой перед долгим перерывом некролог в газете «Маарив» называет фильм 1990 года «День нашей встречи» (в оригинале — «Нешика бе-МЕЦАХ», с ивр. — «Поцелуй в следственном отделе»), в котором он выступил не только как исполнитель главной роли, но и как сценарист и продюсер. Эта лента стала также дебютной для будущей популярной израильской актрисы Михаль Яннай, сыгравшей внебрачную дочь главного героя. Последний фильм из трилогии о шкипере Чико и комедия «Ищу четвероногого мужа» обернулись в прокате провалами такого масштаба, что выпустившая их кинокомпания обанкротилась. Некролог на интернет-сайте Walla! связывает падение популярности фильмов Баркана с изменением вкусов израильской публики, которую стали больше интересовать артхаусные, интеллектуально-циничные картины.
Во втором десятилетии XXI века, одновременно с возвратом к религии (см. Личная жизнь), начался новый успешный этап в актёрской карьере Баркана, ознаменованный удачными ролями в сериалах «Жёлтые перцы» (где он играл дедушку мальчика, страдающего аутизмом), «Железный купол» (о религиозных солдатах АОИ, в роли раввина) и фильме «Любовь в подтяжках» (о любви между двумя овдовевшими пенсионерами). В 2014 году Баркан был удостоен израильской кинопремии «Офир» за достижения карьеры.
«Любовь в подтяжках», с успехом прошедшая в израильских кинотеатрах незадолго до начала пандемии COVID-19, стала последним фильмом в карьере Баркана. Сериал «Жёлтые перцы» был адаптирован Би-би-си для британской аудитории под названием «Слово на букву А»; образ, созданный Барканом, в английской версии воплотил Кристофер Экклстон.